# Oyacachi
Oyacachi ist eine Ortschaft und eine Parroquia rural im Kanton El Chaco der ecuadorianischen Provinz Napo. Die Parroquia hat eine Fläche von 857,2 km². Die Einwohnerzahl lag im Jahr 2010 bei 620. Die Parroquia wurde am 9. Mai 1959 gegründet.

## Lage
Die Parroquia Oyacachi liegt in der Cordillera Real. Die 3160 m hoch gelegene Ortschaft Oyacachi befindet sich am Oberlauf des Río Oyacachi, eines linken Nebenflusses des Río Coca (Río Quijos). Der Ort liegt knapp 34 km westnordwestlich vom Kantonshauptort El Chaco. Der Ort ist über eine Nebenstraße von El Chaco aus erreichbar. Entlang der westlichen und nordwestlichen Verwaltungsgrenze verläuft die kontinentale Wasserscheide. Weiter nördlich erhebt sich der 5790 m hohe Vulkan Cayambe. Der Río Oyacachi entwässert den Süden der Parroquia nach Osten. Im äußersten Nordosten wird die Parroquia von dem nach Süden fließenden Río Salado begrenzt.
Die Parroquia Oyacachi grenzt im äußersten Nordosten an die Parroquia El Reventador (Kanton Gonzalo Pizarro, Provinz Sucumbíos), im Osten an die Parroquia Santa Rosa, im Südosten an die Parroquias El Chaco und Sardinas, im Südwesten an die Parroquias Cuyuja und Papallacta (beide im Kanton Quijos), im Westen an die Parroquias Pifo, Checa und El Quinche (alle drei im Kanton Quito, Provinz Pichincha) sowie im Nordwesten an die Parroquia Cangahua, an Cayambe und an die Parroquia Olmedo Pesillo (alle drei im Kanton Cayambe der Provinz Pichincha).

## Ökologie
Das Areal liegt vollständig innerhalb des Nationalparks Cayambe Coca.